# Кардиотокография
Кардиотокография (КТГ) — непрерывная синхронная регистрация частоты сердечных сокращений (ЧСС) плода и тонуса матки с графическим изображением сигналов на калибровочной ленте. Регистрация частоты сердечных сокращений производится ультразвуковым датчиком на основе эффекта Доплера (допплерография). Регистрация тонуса матки осуществляется тензометрическими датчиками. Таким образом, кардиотокограф позволяет получить два вида графических изображений. Первый график — тахограмма, которая отражает изменения ЧСС плода во времени по оси абсцисс — время в секундах (минутах), а по оси ординат — уд./мин. Следовательно, при повышении частоты сердечных сокращений кривая отклоняется вверх, а при замедлении — вниз. На втором графике (гистерограмме) регистрируются изменения силы сокращения миометрия. Кроме того, многие приборы КТГ позволяют фиксировать шевеления плода.
В настоящее время КТГ является одним из ведущих методов пренатальной диагностики, который благодаря своей простоте и информативности вытеснил электро- и фонокардиографию.
КТГ обычно подразделяют на два вида:
1. Непрямая (наружная)  используется во время беременности и родов при наличии целого плодного пузыря[англ.]. При данном исследовании датчики крепятся к точкам наилучшего поступления сигнала: тензометрический датчик — в области дна матки, ультразвуковой в области стабильной регистрации сердечных сокращений. Подробнее читаем здесь.
2. Прямая (внутренняя)применяется при нарушении целостности плодового пузыря. ЧСС плода измеряется при помощи игольчатого спиралевидного электрода, вводимого в предлежащую часть плода. Регистрация тонуса матки осуществляется с помощью специального катетера введенного в полость матки, позволяющего оценивать внутриматочное давление.

При анализе КТГ учитывают ряд показателей:
1. Средняя частота сердечного ритма (базальный ритм). В норме 110—160 ударов в минуту.
2. Вариабельность сердечного ритма. Выделяют мгновенную вариабельность от удара к удару и медленные внутриминутные колебания сердечного ритма.
3. Миокардиальный рефлекс(повышение ЧСС плода при увеличении его двигательной активности).
4. Периодические изменения сердечного ритма.

Объективная оценка кардиотокограммы возможна только при учёте всех показателей.

## История развития
Исторический опыт показывает, что в связи со своей наибольшей доступностью сердечная деятельность явилась тем первым проявлением жизнедеятельности плода, с которого началось систематическое изучение его функционального состояния. Так, швейцарский хирург Майер в 1818 году сообщил, что, приложив ухо к животу женщины, можно с уверенностью узнать, жив плод или нет. Несколько позже, в 1821 году, французский врач J. Kargaradec применил для выслушивания сердечной деятельности плода стетоскоп, изобретённый Лаеннеком. Наряду с этим он впервые сформулировал семь основных положений о клинической значимости выслушивания сердца плода. Согласно его данным выслушивание сердца плода позволяет получить следующую информацию: 1) диагностировать беременность; 2) оценить состояние плода по звучности и частоте сердцебиения; 3) диагностировать многоплодную беременность; 4) оценить положение плода; 5) уточнить локализацию плаценты; 6) диагностировать внематочную беременность; 7) идентифицировать шум маточных и плацентарных сосудов. Однако немногим позже ряд акушеров (Е. Kennedy, R. Benson и др.) не согласились с мнением Kargaradec и указали на то, что акушерская аускультация не является эффективной в обнаружении дистресса плода, за исключением только случаев выраженной брадикардии. По их мнению, с помощью аускультации можно только определить, жив плод или нет.
В 1906 году М. Кремер опубликовал статью, в которой сообщалось о возможности регистрации электрокардиограммы плода. Её осуществляли как с помощью абдоминального, так и влагалищного электродов. Основным недостатком этого метода являлось то, что регистрировался только желудочковый комплекс плода, в то время как остальные элементы электрокардиограммы не определялись.
Следующим этапом в развитии антенатальной кардиологии явилась регистрация фонокардиограммы плода, осуществленная Хофбайер и Вайсс в 1908 году. Однако относительно низкий технический уровень и в связи с этим невозможность создания совершенной аппаратуры явились причиной того, что два этих метода не использовались в клинической практике около 50 лет.
Исследования, проведенные в начале 60-х годов Л. С. Персианиновым и сотрудниками показали, что метод фоно- и электрокардиографии может с успехом применяться для выявления нарушений ритма сердца плода, установления его предлежания, многоплодной беременности, а также диагностики острой гипоксии во время родов. Однако невозможность осуществлять регистрацию ЭКГ на протяжении всего родового периода явилась причиной того, что данный метод не нашёл своего применения в клинической практике для диагностики острой гипоксии плода. В то же время исследования, выполненные на большом материале В. Н. Демидовым и А. А. Аристовым, показали, что этот метод в 80% дает возможность установить хроническую гипоксию плода и в 73% — предположить патологию пуповины, в связи с чем он более 10 лет с успехом использовался в ряде учреждений страны.
Важным этапом в развитии перинатологии явилось внедрение в клиническую практику метода кардиотокографии (КТГ), предложенного в конце 60-х годов Е. Чон и основанным на одновременной регистрации частоты сердечных сокращений и маточной активности. В настоящее время данный метод занимает ведущее место в оценке состояния плода во время беременности и в родах.
Различают нестрессовую и стрессовую КТГ. Сущность нестрессового теста состоит в том, что оценка состояния плода производится без какого-либо постороннего воздействия на плод. На ранних этапах развития этого метода оценка состояния плода производилась на основании деления КТГ на реактивные и нереактивные, а также типы мониторных кривых. Точность правильной оценки состояния плода, как показывают данные литературы, при использовании первого из них составляла 68% и второго — 70%.
О значительных трудностях визуальной оценки мониторных кривых свидетельствуют данные и американских авторов. Они в частности, показали, что расхождение при интерпретации одних и тех же мониторных кривых, проведенных различными экспертами, колеблется от 37 до 78%. Более того, было установлено, что различие в трактовке одной и той же кривой, тем же экспертом, проведенной через некоторое время, достигает 28%.
В последующем, чтобы уменьшить величину ошибки В. Фишером в 1976г., была предложена система балльной оценки КТГ модифицированная в 1978 Г. Кребсом, которая получила наибольшее распространение. Однако применение данной методики позволило только незначительно (до 73—76%) повысить точность правильной оценки состояния плода.
Так же бальная система оценки КТГ была предложена рядом авторов: T.C. Jomse, Е. С. Готье (1982г.), U.J. Ott (1989г.), E.R. Lyons (1979г.), И. О. Макаров (1972г.), однако они не получили широкого распространения. Ряд исследователей с целью повышения информативности КТГ рекомендовали проводить различные тесты (стрессовая КТГ). Наибольшее распространение из них получили атропиновый и окситоциновый тесты.
Атропиновый тест был предложен Й. Кретовичем. В основе атропинового теста лежит способность данного препарата блокировать блуждающий нерв, растормаживая, таким образом, симпатический отдел нервной системы, вызывать тахикардию. Считается, что наступление этой реакции возможно при нормальной проницаемости плаценты и хорошем состоянии плода. Исследования, проведенные И. К. Сигизбаевой, показали низкую информативность атропинового теста в оценке состояния плода. Так, по её данным, точность правильной оценки здорового плода составила 69,2% и хронического нарушения его состояния — 37,5%.
Контрактильный тест был предложен Н. Л. Гармашевой и Н. Н. Константиновой в 1978 году. Установлено, что спонтанные или индуцированные маточные сокращения приводят к уменьшению кровотока в плаценте, на который здоровый плод не реагирует. В то же время, при снижении компенсаторных возможностей эта реакция им воспринимается как стрессовая и на КТГ проявляется поздними децелерациями. Обычно для индуцирования схваток применялся окситоцин. Исследования, проведенные И. К. Сигизбаевой, показали, что точность диагностики наличия или отсутствия нарушения состояния плода при использовании контрактильного теста составляет соответственно 44 и 63%.
В 1977г в Англии проф. Доус и Редман предложили метод анализа КТГ основанный на определении единственного показателя - вариабельности коротких отрезков (STV – short term variability).  В 1989г. Этот метод был положен в основу автоматизированного кардиотокографа Oxford.  При автоматизированном анализе КТГ по методу Доуса-Редмана точность правильной оценки по данным литературы:  E.R. Guzman (1996) – 83,6%, A.M. Vintzileos (1993) – 72,8%, Е. В. Поплавская (2005) – 67,8%.
В 1987г. FIGO (международная ассоциация акушер-гинекологов) предложило методику оценки КТГ.  Оценка носит описательный характер, и её применение ряд специалистов считают не удобной из-за большого разброса цифровых значений большинства параметров и невысокой точности диагностики состояния плода. Точность правильной оценки состояния плода при использовании рекомендуемых FIGO критериев по данным И. К. Сигизбаевой (1989) составила в среднем 68%.
С целью повышения точности диагностики состояния плода в начале 80-х годов было предложено (Rauburu) определять двигательную активность плода. Проведенные затем многочисленные исследования показали, что снижение двигательной активности плода может свидетельствовать о его внутриутробном страдании. Однако детальный анализ двигательной активности плода, основанный на вычислении большого числа различных показателей, выполненный И. К. Сигизбаевой, показал относительно низкую информативность этого метода. В частности, было установлено, что точная диагностика отсутствия нарушения состояния плода оказалась возможной в 50% и его наличия — в 84%.
С тем чтобы повысить информативность КТГ В. Н. Демидов, А. В. Логвиненко и Б. Е. Розенфельтд в середине 80-х годов предложили осуществлять математический анализ КТГ первоначально с ручной, а затем компьютерной обработкой мониторной кривой. В результате проведенных исследований было установлено, что чувствительность автоматизированного анализа КТГ при обнаружении внутриутробного страдания плода составила 77%, специфичность — 91,8% и средняя точность - 84,4%.
Учитывая большую практическую значимость КТГ в оценке состояния плода, в ФГУ НЦ АГиП (центр Акушерства Гинекологии и Перинатологии) проф. Демидовым В. Н.  c соавторами, совместно с НИИ Космического Приборостроения Москва), в начале 90-х годов был разработан полностью компьютеризированный антенатальный кардиомонитор — «Анализатор состояния плода во время беременности». Основной отличительной особенностью данного прибора является то, что он осуществляет поправку на сон, определяет длительность исследования, а также учитывает двигательную активность плода.
Оценка состояния плода производится по ПСП — показателю состояния плода.  0—1,0 свидетельствует о наличии здорового плода; 1,1—2,0 — начальных нарушениях состояния плода; 2,1—3,0 — выраженных и 3,1—4,0 — резко выраженных нарушениях состояния. 15-летний опыт применения данного прибора показал, что чувствительность оценки состояния плода при его использовании составила 87%, специфичность — 90% и средняя точность диагностики — 88,5%.
Довольно надежные результаты (в среднем 75,3%)  были также получены при дифференцированной оценке состояния плода по четырём группам (норма, начальные, выраженные и резко выраженные нарушения). Важным аспектом компьютерной программы было введение поправки на сон. В среднем точность правильной оценки состояния плода в этой группе без учёта поправки на сон составила 47%, после её введения она возросла до 91 %, то есть увеличилась в 1,9 раза. Автоматическое продление исследования повысила точность диагностики с 38%, после продления она увеличилась до 88% (в 2,3 раза).
Учёт двигательной активности плода позволил повысить точность диагностики с 42% до 84% (возросла в 2 раза). Определенный практический интерес представляет оценка эффективности клинического применения автоматизированного антенатального монитора. Использование данного прибора, как показывает анализ, позволило снизить перинатальную смертность по отдельным родовспомогательным учреждениям страны в основном на 18—46%, а в некоторых учреждениях она уменьшилась в 2 раза.
Аналогичные данные получены и на больших группах населения. Так, было установлено, что суммарная перинатальная смертность по женским консультациям Юго-Западного АО Москвы, где все они были оснащены автоматизированными мониторами, составила в 2005 году 4,7%, что существенно ниже лучших мировых показателей. За последние 10 лет в экономически развитых странах перинатальная смертность варьировала от 5,4 до 9%.
При использовании автоматизированного кардиомонитора "Уникос" оценка состояния плода производится по 4-балльной шкале с плавным изменением показателя от 0 до 4 (норма, начальные, выраженные нарушения, критическое состояние). Другим автоматизированным кардиотокографом (совместная разработка ГУ Научного центра акушерства, гинекологии и перинатологии РАМН и завода «Уникос») является «Интранатальный автоматизированный монитор». Оценка состояния плода (ПСП) при его использовании производится автоматически в реальном масштабе времени по 10-балльной шкале, аналогичной шкале Апгар, которая в настоящее время широко используется в клинической практике. Помимо частоты сердечных сокращений применение данного прибора позволяет производить анализ родовой деятельности. В частности, рассчитывать длительность схваток и маточного цикла, отмечать наличие гипертонуса матки, а также отклонения в интенсивности, регулярности и продолжительности маточных сокращений.
Отмечена высокая точность автоматизированной интранатальной кардиотокографии в выявлении острой гипоксии плода. Полное совпадение результатов клинического и мониторного наблюдений констатировано в 74% случаев, ошибка в 1 балл отмечена у 15,8% плодов, в 2 балла — у 6,4%, в 3 балла — у 2,9% и в 4 балла — у 0,5%. Следовательно, вполне надежные результаты с величиной ошибки, не превышающей 1 балл, зарегистрированы в подавляющем большинстве наблюдений (89,8%).
Автоматизированная антенатальная и интранатальная кардиотокография в настоящее время являются наиболее информативными методами исследования, использование которых позволяет получить ценную информацию о состоянии плода и, основываясь на полученных данных, решить вопрос об оптимальной тактике ведения беременности, родов и способе родоразрешения.